# Pseudoclementines
Pseudoclementines, o escrits pseudoclementins, és el terme convencional per designar molts escrits apòcrifs que van circular en època de l'Església primitiva sota l'autoria de Climent de Roma.
Els escrits consten de tres col·leccions: les Homilies, contingudes en vint llibres i escrites en grec; els Reconeixements o Recognitiones, obra escrita en llatí, traducció del grec de Rufí d'Aquileia; finalment els dos Epítoms de les Homilies, més tardans, dels quals existeix una traducció parcial siríaca, escrita en dos manuscrits datats vers el 411. També hi ha altres fragments coneguts escrits en àrab i eslavó.
En el segle xix els escrits van rebre un gran suport sobre la seva autenticitat. L'existència de les homilies és coneguda des del segle xvi, entre 1572-1578, gràcies a la recerca en biblioteques del religiós jesuïta palentí Francisco Torres, més conegut per la forma llatina Turrianus, van sortir a la llum. Però la versió més coneguda, i probablement diferent a la trobada per Torres, fou la de Cotelerius, el 1672, a partir d'un manuscrit conservat a París, però mancant el vintè llibre i parcialment el dinovè. Una reedició fou duta a terme per Albert Schwegler. El manuscrit vaticà complet va ser utilitzat per primera vegada per Heinrich Dressel el 1853, i reimprès per Jacques Paul Migne, i una altra per Paul de Lagarde. Els Reconeixements es troben a molts manuscrits i van gaudir de molta popularitat durant l'edat mitjana, de fet, la història de Climent i el seu pare Faust o Faustinià, sembla que originà la llegenda de Faust. La primera edició d'aquestes obres va ser de la mà de Faber Stapulensis el 1504, i després se'n van fer múltiples reedicions. Les dues cartes adjuntes a les Homilies van ser traduïdes i editades el segle xix.
Els problemes literaris i teològics encara són fonts de debats. Els escrits són de tendència judeognòstica, i presenten la figura de Crist com l'eó diví, revelat prèviament a Adam i Moisès. També hi ha que diu que té influències de l'arianisme. Contenen altres elements ascètics i rebutja el celibat, per la seva marca jueva. L'escola de Tübingen hi va donar molta importància i les va considerar un testimoni del suposat conflicte entre els partidaris de Pere i els de Pau en l'Església primitiva.